# Vincent Simon
Cet article concerne le footballeur tahitien. Pour l'escrimeur français, voir Vincent Simon (escrime).
Pour les articles homonymes, voir Simon.
Vincent Simon, né le 28 septembre 1983, est un footballeur international tahitien.

## Carrière
Simon joue d'abord à l'AS Fei Pi. En 2004, il est sélectionné pour la première fois en équipe tahitienne. Simon inscrit son premier but international lors d'un match des qualifications de la Coupe du monde 2006 face aux îles Salomon. 
Simon quitte l'AS Fei Pi et rejoint l'AS Dragon en 2011, remportant en 2012 son premier trophée national.

## Palmarès
- Champion de Polynésie française en 2012 et 2013 avec l'AS Dragon
- Vainqueur de la Coupe d'Océanie en 2012 avec l'équipe de Tahiti